# Мироновский
Миро́новский (укр. Миронівський) — посёлок в Светлодарской городской общине Бахмутского района Донецкой области Украины. Расположен на берегу Мироновского водохранилища.
Входит в Горловско-Енакиевскую агломерацию. До мая 2015 подчинялся Дебальцевскому городскому совету.

## История

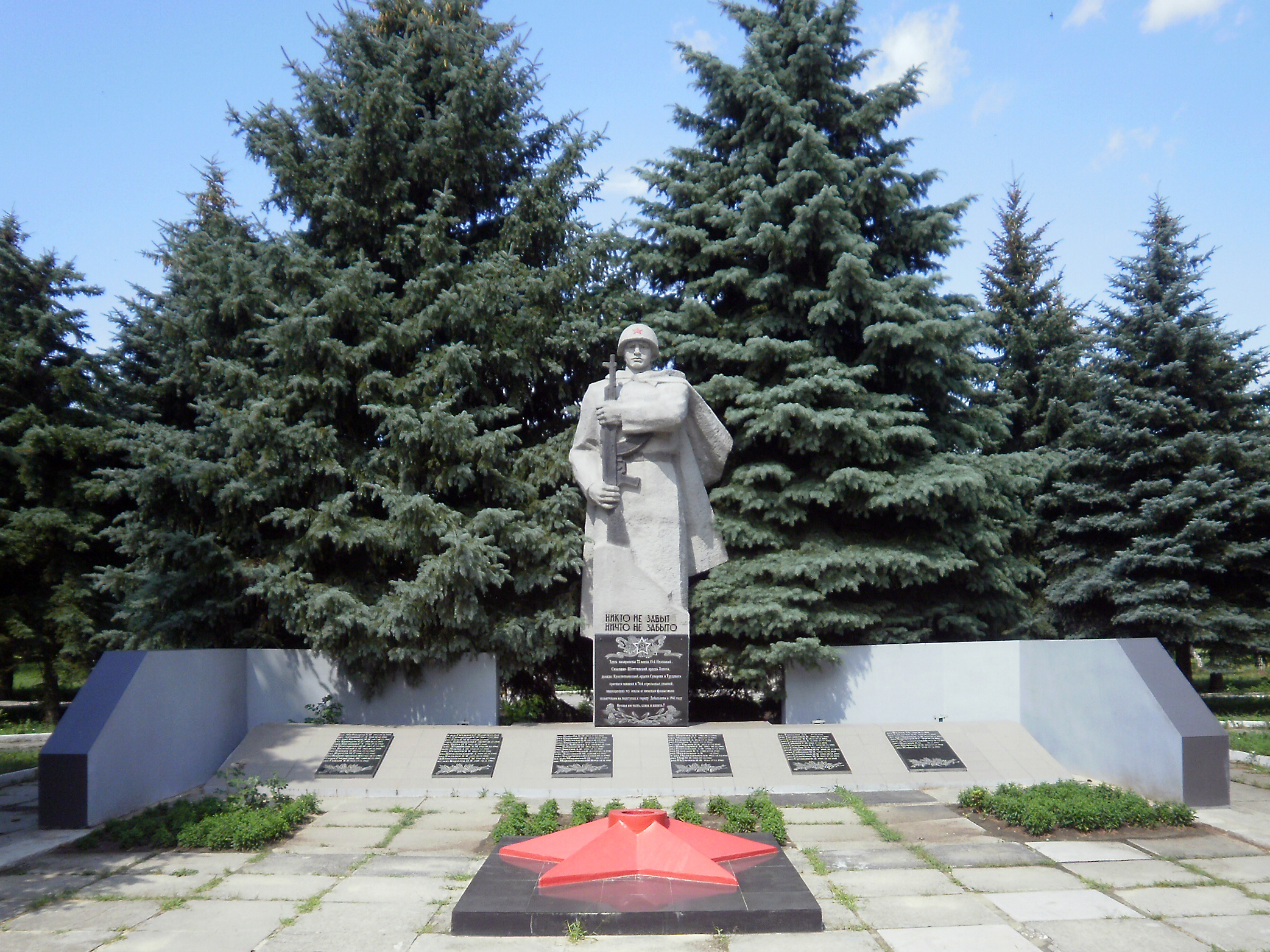
Братская могила

Основание поселка связано со строительством ГРЭС, которое началось весной 1950 года и завершено в 1957 году.

### Российско-украинская война
Поселок попал в зону активных боевых действий в январе 2015 года. Обстрелы поселка начались утром 22 января.
Разрушено несколько зданий, у большинства зданий повреждено остекление. Украинские власти осуществили частичную эвакуацию населения. Ситуация в городе особенно обострилась, когда вооружённые формирования самопровозглашённых ЛНР и ДНР осуществили попытку закрытия «дебальцевского котла» в районе населённых пунктов Мироновский — Светлодарск — Новолуганское — Гольмовский.
23 мая 2022 года город был оккупирован российскими войсками.

## Население
Численность населения
| Год  | Количество жителей |
| ---- | ------------------ |
| 1959 | 5196               |
| 1970 | 9526               |
| 1979 | 8815               |
| 1987 | 9600               |
| 1989 | 9727               |
| 1992 | 10100              |
| 1998 | 10200              |
| 2001 | 8784               |
| 2009 | 8180               |
| 2010 | 8142               |
| 2011 | 8146               |
| 2012 | 8104               |
| 2013 | 8045               |
| 2014 | 8027               |

## Экономика
- Мироновская ТЭС (мощность — 550 тыс. квт).
- Завод железобетонных конструкций ЧАО «Бетон Нова»

## Ссылки

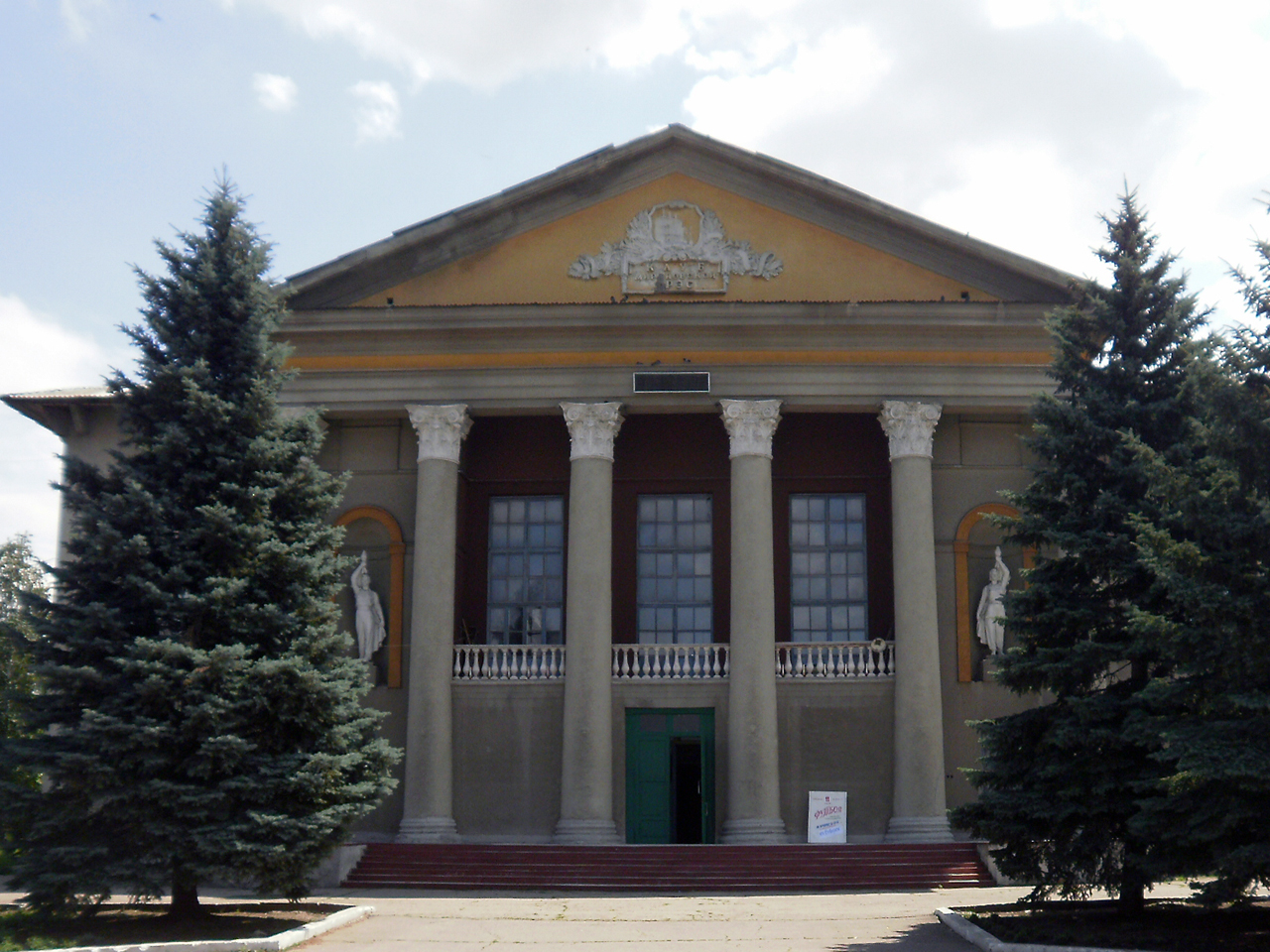
Клуб электростанции

## Образование
- Мироновская СОШ № 1
- Мироновская СОШ № 2